# Antonín Holý

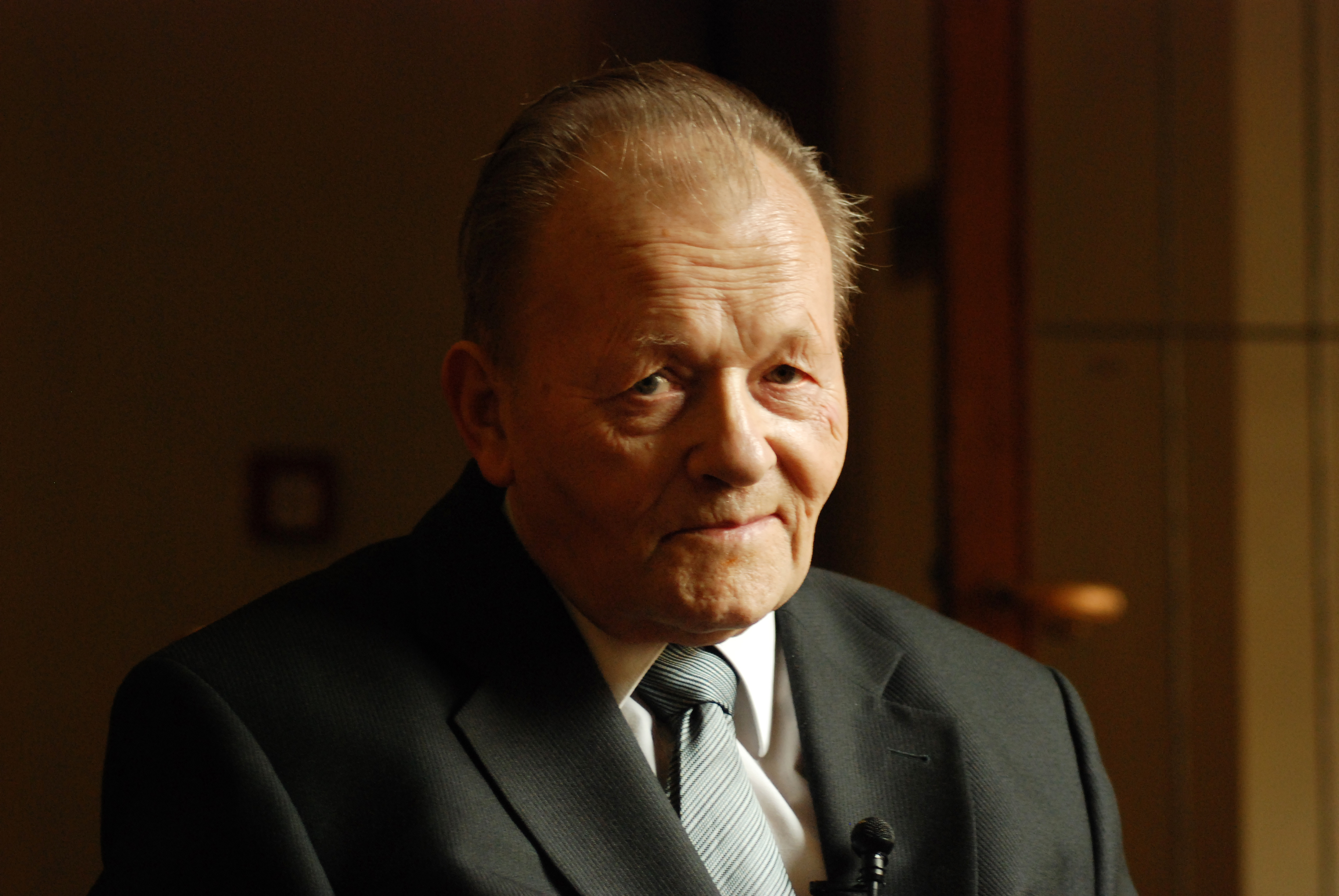
Antonín Holý (2007)

Antonín Holý (* 1. September 1936 in Prag; † 16. Juli 2012) war ein tschechischer Naturwissenschaftler und Chemiker. Er spezialisierte sich auf die Virusforschung und gilt als Entdecker des Wirkstoffs Tenofovir, der als Mono- („Viread“) und Kombinationspräparat („Truvada“) zum wichtigsten Arzneimittel in der HIV-Behandlung und -Prophylaxe wurde.

## Leben
Antonín Holý studierte organische Chemie von 1954 bis 1959. Ab 1960 arbeitete und forschte er am Institut der Organischen Chemie und Biochemie (IOBC) der Tschechoslowakischen Akademie der Wissenschaften. Etwa ab 1967 war er einer der führenden Wissenschaftler des Instituts. 1987 wurde er schließlich Leiter der Abteilung Nukleinsäurenchemie und leitete von 1994 bis 2002 das IOBC. Erst im Jahr 2011 zog er sich vollständig in den Ruhestand zurück. Am 16. Juli 2012 verstarb Antonín Holý. Am selben Tag ließ die US-Arzneimittelzulassungsbehörde FDA das Arzneimittel „Truvada“ zur HIV-Prävention zu.

## Forschung
Holý konzentrierte seine Forschung auf die Entwicklung von Wirkstoffen zur Behandlung von Virusinfektionen. Ab 1976 arbeitete hierbei eng mit dem belgischen Biomediziner Erik de Clercq zusammen. Gemeinsam entwickelten sie das Virostatikum Tenofovir gegen Hepatitis B.
Ab Anfang der 1990er Jahre arbeiteten Holý und de Clercq mit dem US-Pharmakonzern Gilead Sciences zusammen. 2006 gründete sein Institut mit dem Unternehmen ein Forschungszentrum zur Entwicklung neuer Wirkstoffe. Im Gegenzug versprach das Unternehmen eine Summe von 1,1 Millionen US-Dollar zu spenden, um die Forschungstätigkeit über die darauffolgenden fünf Jahre sicherzustellen. Mehrere Wirkstoffe gingen aus dieser Zusammenarbeit hervor, unter anderem Tenofovir und Emtricitabin. Die darauf aufbauenden Medikamente führte der Konzern Gilead dann zur Marktreife.

## Auszeichnungen
- 1984 Staatspreis für Chemie[5]
- 1998 Hanuš-Medaille der Tschechischen Chemischen Gesellschaft[5]
- 1999 Ehrendoktor der Palacký-Universität Olmütz[5]
- 2001 Descartes-Preis der Europäischen Union
- 2002 Verdienstmedaille der Tschechischen Republik (Za zásluhy) I. Grad
- 2003 Ehrenmitgliedschaft des Rega Institutes für Medizinische Forschung, Katholische Universität von Leuven, Belgien
- 2004 Ehrenbürger von Prag
- 2004 Praemium Bohemiae; Medaille der Tschechischen Akademie der Wissenschaften: De scientia et humanitate optime meritis
- 2005 Ehrendoktor der Universität Gent (Belgien); Verdienstmedaille der Fakultät der Wissenschaften der Karls-Universität in Prag
- 2006 Mitglied der Europäischen Akademie der Wissenschaften und Künste (Salzburg)
- 2007 Staatspreis Česká hlava (Tschechischer Kopf)[6]
- 2015 Benennung des Asteroiden (6692) Antonínholý